# Illinois Jacquet
Jean-Baptiste Illinois Jacquet (31 de octubre de 1922 - 22 de julio de 2004) fue un saxo tenor y saxo alto de jazz estadounidense.

## Biografía
Jacquet nació en Luisiana, aunque creció en Houston, Texas. Tras tocar con el saxo alto en bandas locales, en 1939, se trasladó a Los Ángeles, California, donde conoció a Nat King Cole. En 1940, Cole presentó a Jacquet a Lionel Hampton, que estaba formando una big band. Fue Hampton quien pidió a Jacquet a que cambiara al saxo tenor. Dejó la banda de Hampton en 1943 para unirse a la orquesta de Cab Calloway, banda que posteriormente aparecerá en la película protagonizada por Lena Horne y Cab Calloway, Stormy Weather.
En 1944, volvió a California y formó un grupo con su hermano Russell y Charles Mingus. En esta época también aparece, con Lester Young, en la película Jammin' the Blues, que fue nominada para los Premios Óscar. Asimismo, participó en el primer concierto, ya clásico, de Jazz at the Philharmonic. En 1946, se trasladó a Nueva York para unirse a la orquesta de Count Basie, sustituyendo a Lester Young. 
En 1993, tras la elección de Bill Clinton como presidente de los EE. UU., Jacquet tocó "C-Jam Blues" en la recepción oficial celebrada en la Casa Blanca.
Influenció a muchos otros saxos como Arnett Cobb, Stanley Turrentine, Sonny Rollins, Eddie "Lockjaw" Davis y Houston Person.

## Discografía

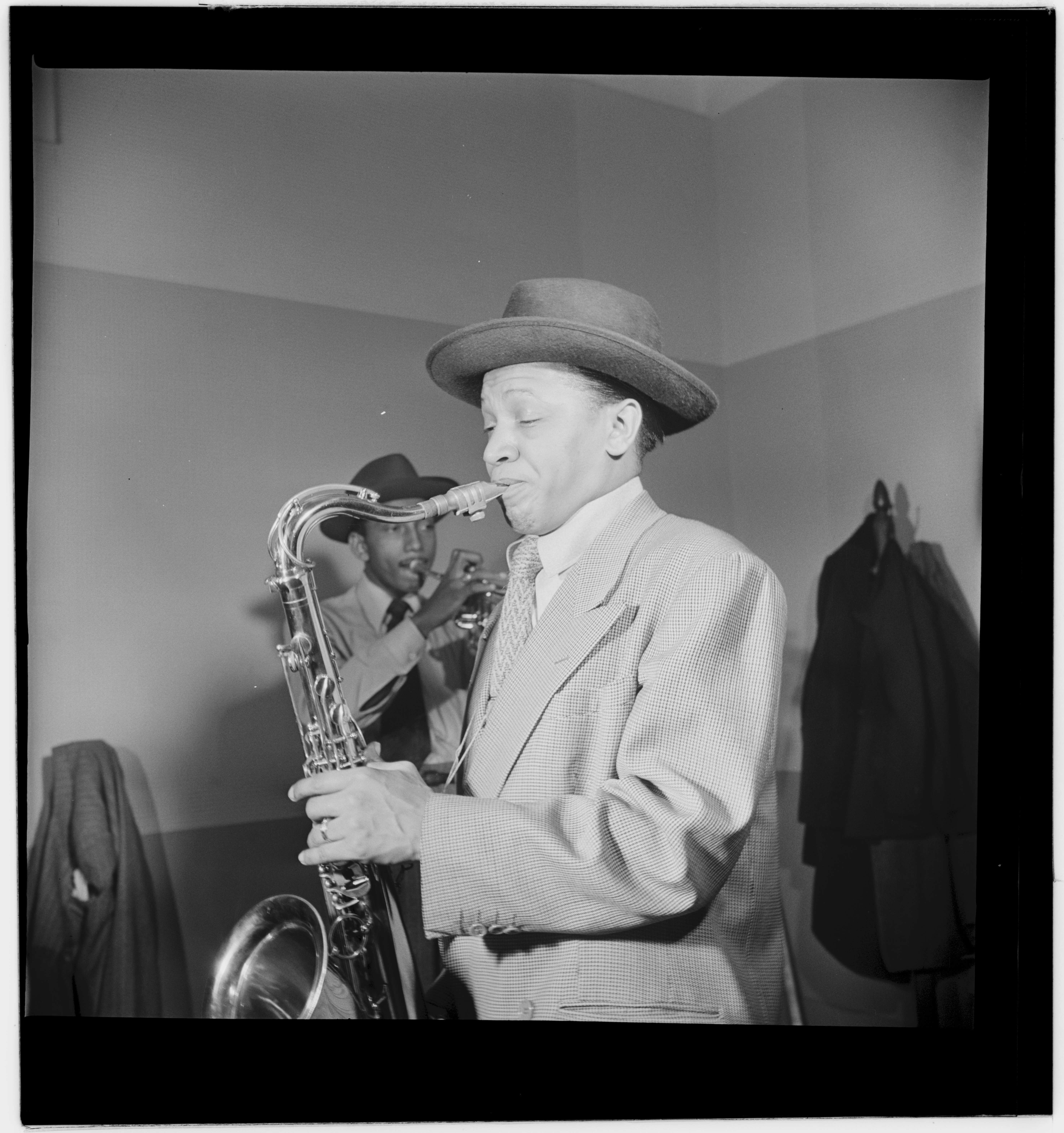
Jacquet, New York City, ca. mayo de 1947 (Foto de William Paul Gottlieb)

- 1951 Battle Of The Saxes (Aladdin LP-701 [10"]) – con Lester Young
- 1951 Illinois Jacquet: Collates (Mercury/Clef MGC-112 [10"])
- 1952 Illinois Jacquet: Collates, No. 2 (Mercury/Clef MGC-129 [10"])
- 1953 Jazz By Jacquet (Clef MGC-167 [10"])
- 1953 Jazz Moods By Illinois Jacquet (Clef MGC-622)
- 1954 Illinois Jacquet And His Tenor Sax (Aladdin LP-708 [10"]; Aladdin LP-803 [rel. 1956]; Imperial LP-9184/LP-12184 [rel. 1962])
- 1954 The Kid and the Brute (Clef MGC-680; Verve MGV-8065) – con Ben Webster
- 1955 Illinois Jacquet [septet] (Clef MGC-676; Verve MGV-8061) – con Harry "Sweets" Edison
- 1956 Jazz Moode (Clef MGC-700; Verve MGV-8084) compilation of MGC-112, MGC-129, MGC-622
- 1956 Port Of Rico (Clef MGC-701; Verve MGV-8085) compilation of MGC-129, MGC-167, MGC-622
- 1956 Groovin' with Jacquet (Clef MGC-702; Verve MGV-8086) compilation of MGC-112, MGC-129, MGC-167, MGC-622
- 1956 Swing's the Thing (Clef MGC-750; Verve MGV-8023) - reissued on CD in 2005 by Lone Hill Jazz (LHJ-10228)
- 1959 Illinois Jacquet Flies Again (Roulette SR-52035) - reissued on CD in 2005 by Lone Hill Jazz (LHJ-10229)
- 1962 Illinois Jacquet And His Orchestra (Epic BA-17033) – con Roy Eldridge - reissued on CD in 2005 by Lone Hill Jazz (LHJ-10229)
- 1963 The Message (Argo LPS-722) – con Kenny Burrell - reissued on CD in 2005 by Lone Hill Jazz (LHJ-10230)
- 1964 Desert Winds (Argo LPS-735) – con Kenny Burrell - reissued on CD in 2005 by Lone Hill Jazz (LHJ-10230)
- 1964 Bosses of the Ballad: Illinois Jacquet And Strings Play Cole Porter (Argo LPS-746) - reissued on CD in 2005 by Lone Hill Jazz (LHJ-10231)
- 1965 Spectrum (Argo LPS-754) - reissued on CD in 2005 by Lone Hill Jazz (LHJ-10231)
- 1966 Go Power! [recorded live at 'Lennie's On-The-Turnpike' in West Peabody, MA] (Cadet LPS-773) – con Milt Buckner, Alan Dawson - reissued on CD in 2005 by Lone Hill Jazz (LHJ-10232)
- 1968 Bottoms Up: Illinois Jacquet On Prestige! (Prestige PR-7575) (CD reissue: Original Jazz Classics OJC-417)
- 1968 The King! (Prestige PR-7597) (CD reissue: Original Jazz Classics OJC-849)
- 1969 The Soul Explosion (Prestige PR-7629) (CD reissue: Original Jazz Classics OJC-674)
- 1969 The Blues; That's Me! (Prestige PR-7731) – con Tiny Grimes (CD reissue: Original Jazz Classics OJC-614)
- 1971 Genius At Work! (Recorded Live At The Ronnie Scott Club, London) (Black Lion BL-146) - reissued on CD as The Comeback (Black Lion BLCD-760160)
- 1973 Volume 1: Jazz At Town Hall (J.R.C. Records 11433) – con Arnett Cobb
- 1973 The Blues From Louisiana (J.R.C. Records 11433; Classic Jazz CJ-???) - this is a reissue of Jazz At Town Hall
- 1973 Illinois Jacquet With Wild Bill Davis (Disques Black And Blue 33.044; Classic Jazz CJ-112 [rel. 1978]) - reissued on CD as The Man I Love (Black & Blue BB-865)
- 1973 Illinois Jacquet With Wild Bill Davis, Vol. 2 (Disques Black And Blue 33.082)
- 1974 Illinois Jacquet With Milt And Jo (Disques Black And Blue 33.070) – con Milt Buckner, Jo Jones - reissued on CD as Bottoms Up (Black & Blue BB-893)
- 1975 Volume 2: Birthday Party (J.R.C. Records 11434) – con James Moody - reissued on CD in 1999 by Groove Note Records
- 1976 Here Comes Freddy (Sonet SNTF-714) – con Howard McGhee (CD reissue: Sonet SNTCD-714)
- 1976 Jacquet's Street (Disques Black And Blue 33.112; Classic Jazz CJ-146 [rel. 1981]) (CD reissue: Black & Blue BB-972)
- 1978 God Bless My Solo (Disques Black And Blue 33.167) (CD reissue: Black & Blue BB-941)
- 1982 The Cool Rage [2LP compilation that also includes 4 previously unreleased tracks from 1958 con Wild Bill Davis y Kenny Burrell] (Verve VE2-2544)
- 1983 Jazz At The Philharmonic: Blues In Chicago 1955 (Verve 815155) – con Oscar Peterson, Herb Ellis
- 1988 Jacquet's Got It! (Atlantic 81816)
- 1988 The Black Velvet Band [grabado 1947-1950] (Bluebird/RCA 6571-1-RB)
- 1989 Banned In Boston (Portrait/CBS RJ-44391) - reissue of Illinois Jacquet And His Orchestra (BA-17033)
- 1994 Flying Home: The Best Of The Verve Years (Verve 521644)
- 1994 Jazz At The Philharmonic: The First Concert [recorded 1944] (Verve 521646) – con Nat "King" Cole, Les Paul, J. J. Johnson
- 1994 Illinois Jacquet And His All Star New York Band [grabado 1980] (JSP 212)
- 1996 The Complete Illinois Jacquet Sessions 1945-1950 [all his Philo/Aladdin, Apollo, ARA, Savoy, and RCA Victor material] (Mosaic MD4-0165) -4-CD box set
- 2002 The Illinois Jacquet Story [grabado 1944-1951] (Proper BOX 49) -4-CD box set
- 2002 Jumpin' At Apollo [grabado 1945-1947] (Delmark DE-538)
- 2003 Live At Schaffhausen, Switzerland: March 18, 1978 (Storyville Records; UPC: 4526180360506)
- 2006 Swingin' Live With Illinois Jacquet: His Final Performance [grabado 2004] (Jacquet Records; UPC: 837101208147) -2CD
- 2013 Toronto 1947 (Uptown Records; UPC: 026198277321) – con Leo Parker
- 2014 Live In Berlin 1987 (Squatty Roo Records; UPC: 686647021204)
- 2014 Live In Burghausen 1996 (Squatty Roo Records; UPC: 686647022102